# Lago Long de Liat
El lago Long de Liat (en occitano: estanh Long de Liat) es un lago de origen glaciar de 27 ha situado a 2136 metros de altitud, en el norte de la comarca del Valle de Arán en la provincia de Lérida. 
Cerca del lago Long de Liat se encuentran el lagos Nere deth Cap deth Marc y el Estanhot.
Los picos del Tuc de Mauberme (2881 m), Tuc dera Sèrra Nauta (2715 m) y Pica Palomèra (2478 m) destacan entre los más próximos al lago.  